# Andy Soule
Andy Soule (ur. 2 stycznia 1980 r.) – amerykański niepełnosprawny biegacz narciarski i biathlonista, weteran wojny w Afganistanie. Brązowy medalista Zimowych Igrzysk Paraolimpijskich w Vancouver w biathlonie.

## Medale Zimowych Igrzysk Paraolimpijskich

### 2010
- – Biathlon – 2,4 km – osoby na wózkach